# Alloschizidium racovitzai
Alloschizidium racovitzai is een pissebed uit de familie Armadillidiidae. De wetenschappelijke naam van de soort is voor het eerst geldig gepubliceerd in 1954 door Vandel.